# Malakka (stan)

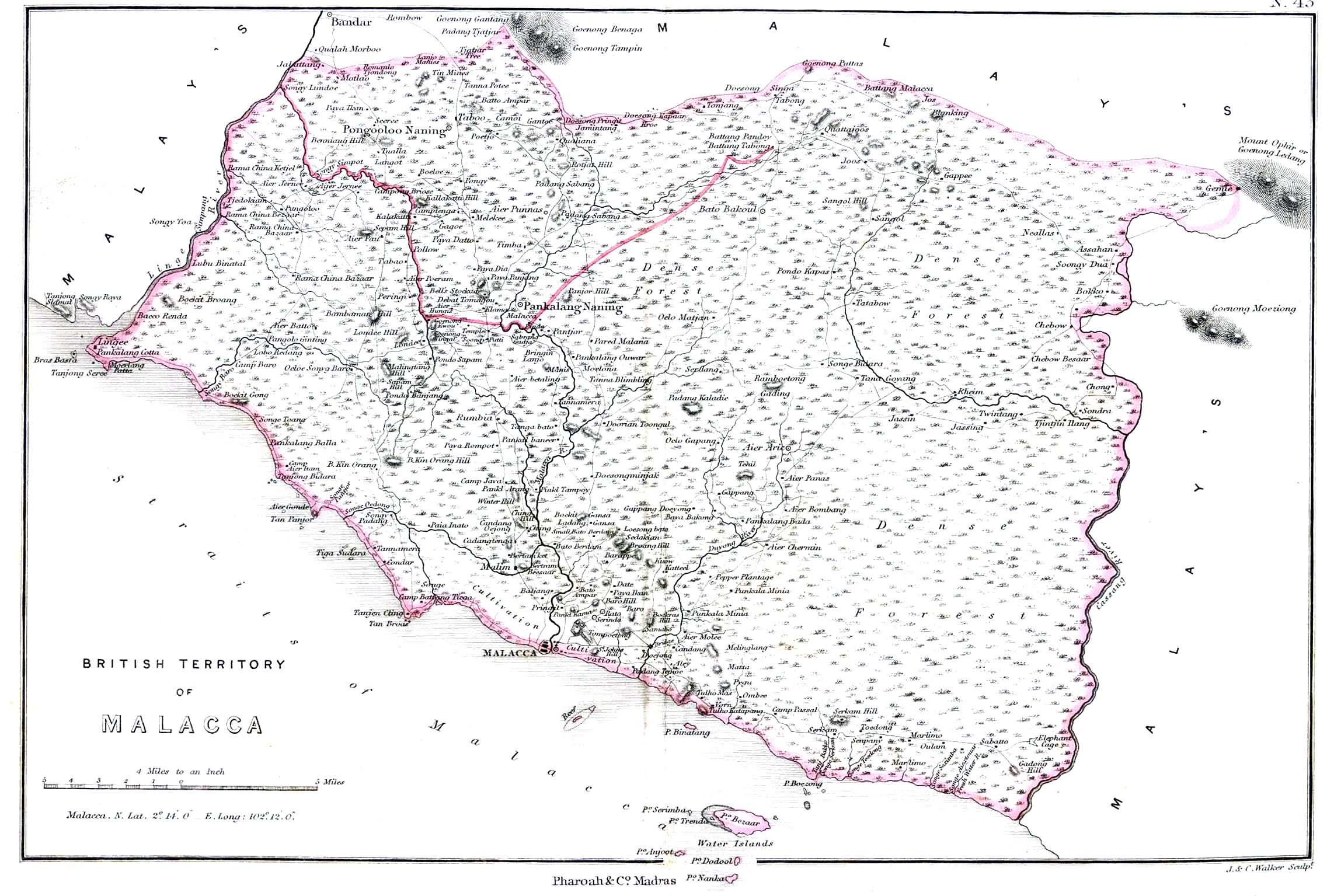
Mapa terytorium Malakka z 1854 roku

Malakka – stan w Malezji, w południowej części Półwyspu Malajskiego.
- stolica: Malakka;
- powierzchnia: 1650 km²;
- liczba ludności: 649 tys. (2001).

Uprawa kauczukowca, ryżu, palmy kokosowej. Wydobycie boksytów i rud cynku.

## Historia
Ok. 1400 muzułmańscy emigranci z Sumatry założyli sułtanat Malakki. W 1511 r. opanowali go Portugalczycy na 130 lat, po czym w 1641 r. wyparci zostali przez Holendrów. Oni z kolei utracili Malakkę na rzecz Brytyjczyków, którzy władali miastem w latach 1824–1957, do czasu uzyskania niepodległości przez Malezję.
W latach 1942–1945 Malakka doświadczyła japońskiej okupacji. Po zakończeniu II wojny światowej i wycofaniu Brytyjczyków, 20 lutego 1956 r. Tunku Abdul Rahman, późniejszy pierwszy premier Malezji, proklamował niepodległość Malezji, której częścią stała się Malakka.